# 賈爾斯縣 (田納西州)
賈爾斯县（英語：Giles County）是位於美國田納西州南部的一個縣。面積1,583平方公里。根據美國2000年人口普查，共有人口29,447人。縣治普瓦斯基 (Pulaski)。
成立於1809年11月14日。縣名紀念聯邦眾議員、聯邦參議員、維吉尼亞州州長威廉·B·賈爾斯 （William Branch Giles）。。